# Isola dei Cavoli
Isola dei Cavoli este o arie protejată (arie de protecție specială avifaunistică — SPA) din Italia întinsă pe o suprafață de 173 ha, din care 72 % marine.

## Localizare
Centrul sitului Isola dei Cavoli este situat la coordonatele 39°05′09″N 9°31′59″E / 39.085723°N 9.53301°E.

## Înființare
Situl Isola dei Cavoli a fost declarat arie de protecție specială avifaunistică în iulie 2009 pentru a proteja 1 specie de plante și 8 specii de animale.

## Biodiversitate
Situată în ecoregiunea mediteraneană, aria protejată conține 6 habitate naturale: Tufărișuri halofile mediteraneene și termo-atlantice (Sarcocornetea fruticosi), Faleze cu vegetație de Limonium spp. endemic de pe coastele mediteraneene, Matorral arborescenți cu Juniperus spp., Tufărișuri termo-mediteraneene și de pre-deșert, Pseudostepă cu ierburi și specii anuale de Thero-Brachypodietea, Straturi cu Posidonia (Posidonion oceanicae).
La baza desemnării sitului se află mai multe specii protejate:
- plante (1): Brassica insularis
- păsări (7): Calonectris diomedea, caprimulg (Caprimulgus europaeus), șoim călător (Falco peregrinus), Larus audouinii, gaia neagră (Milvus migrans), viespar (Pernis apivorus), Phalacrocorax aristotelis desmarestii
- mamifere (1): delfin mare (Tursiops truncatus)

Pe lângă speciile protejate, pe teritoriul sitului au mai fost identificate 3 specii de plante, 19 specii de păsări, 9 specii de nevertebrate.